# Lejkowiec pełnotrzonowy

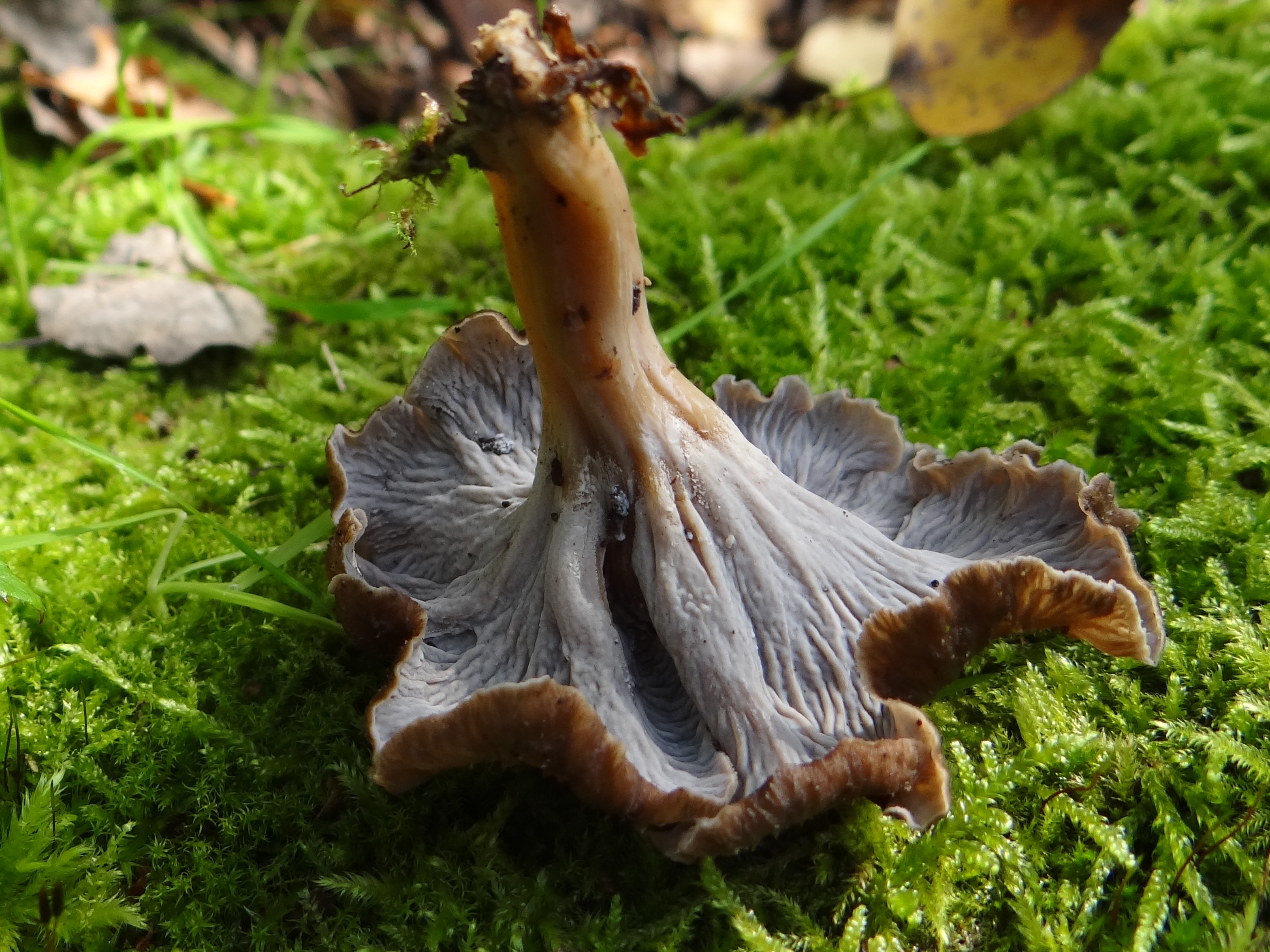

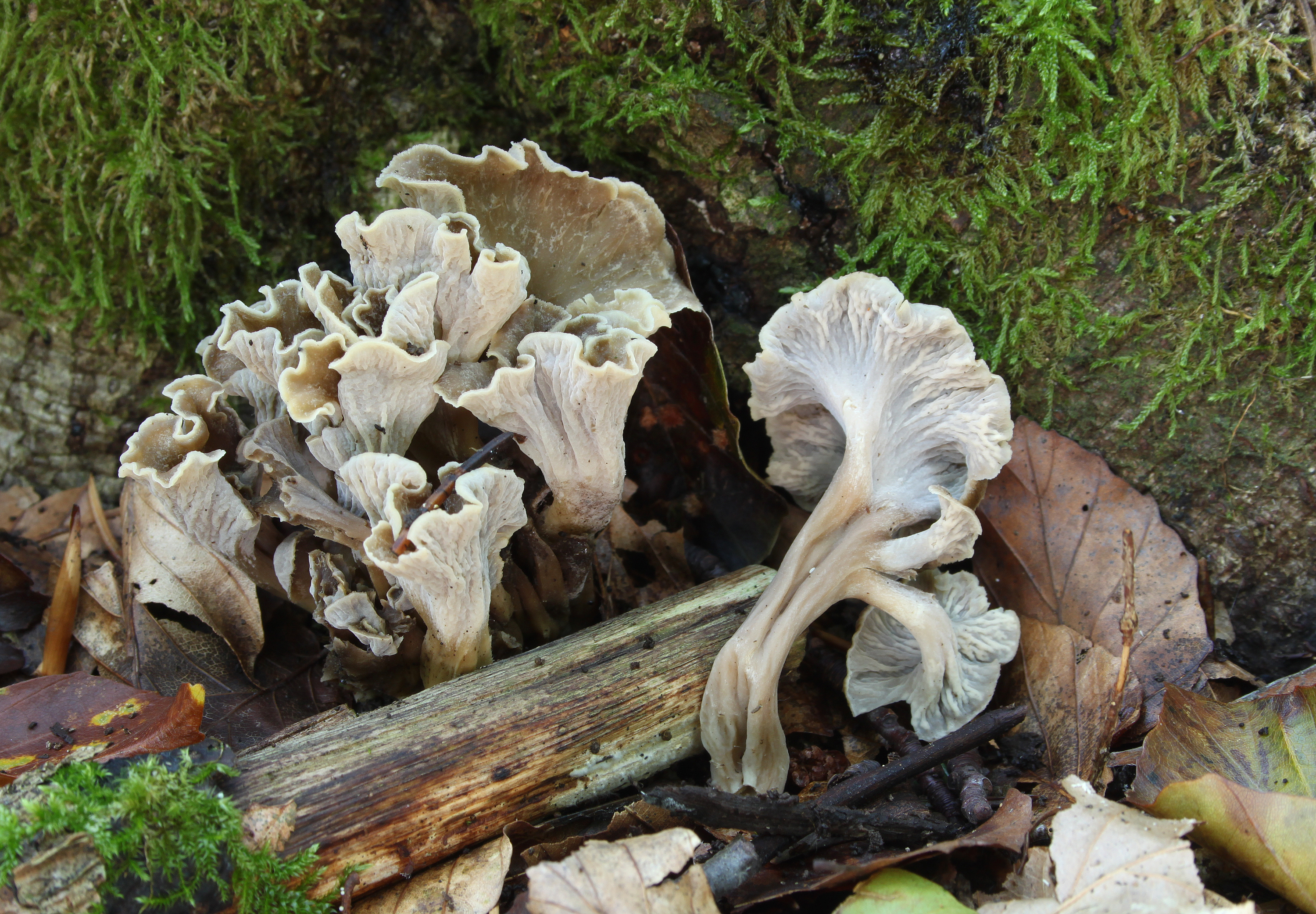

Lejkowiec pełnotrzonowy (Craterellus undulatus (Pers.) E. Campo & Papetti) – gatunek grzybów należący do rodziny kolczakowatych (Hydnaceae).

## Systematyka i nazewnictwo
Pozycja w klasyfikacji według Index Fungorum: Craterellus, Hydnaceae, Cantharellales, Incertae sedis, Agaricomycetes, Agaricomycotina, Basidiomycota, Fungi.
Po raz pierwszy takson ten opisał w 1801 r. Christian Hendrik Persoon, nadając mu nazwę Merulius undulatus. Obecną nazwę nadali mu w 2021 r. E. Campo i Carlo Papetti.
Synonimów nazwy naukowej ma ponad 30. Niektóre z nich:

- Cantharellus sinuosus Fr. 1821
- Craterellus sinuosus (Fr.) Fr. 1838
- Merulius pusillus Fr. 1818
- Merulius undulatus Pers. 1801
- Pseudocraterellus sinuosus (Fr.) Corner 1958
- Pseudocraterellus undulatus (Pers.) Rauschert 1987
- Trombetta sinuosa (Fr.) Kuntze 1891

Aktualną nazwę polską nadała Komisja ds. Polskiego Nazewnictwa Grzybów Polskiego Towarzystwa Mykologicznego w 2025 r. Poprzednią nazwę lejkowniczek pełnotrzonowy nadali w 1983 r. Barbara Gumińska i Władysław Wojewoda

## Morfologia
Kapelusz
Często sąsiednie kapelusze zrastają się z sobą, czasami na jednym trzonie wyrasta drugi kapelusz. Pojedynczy ma średnicę 1–5 cm, jest płaski i lejkowaty. Powierzchnia nierówna, brzeg pofałdowany, płatowato-kędzierzawy. Barwa od szarobrązowej do ciemnobrązowej, czasami niemal czarnej.
Hymenofor
Znajduje się na spodniej stronie kapelusza i zbiega na trzon. Ma barwę szarobeżową, lub popielatoszarą z popielatym odcieniem i postać żyłek, lub zmarszczeń, jednak nie są to ani blaszki, ani listewki.
Trzon
Wysokość 3–6 cm, grubość 3–8 mm, kształt lejkowaty, zwężający się ku podstawie. Zazwyczaj jest spłaszczony, podłużnie wklęsły. Powierzchnia gładka, pofałdowana i tej samej barwy co kapelusz, lub nieco jaśniejsza. Charakterystyczną cechą jest, że ma przeważnie pełny trzon.
Miąższ
Chrząstkowaty, o barwie od blado-brązowej do szarej. Zapach niewyraźny, smak łagodny.
Zarodniki
Białe, owalne, o rozmiarach 8–10 × 5–7 μm.
Gatunki podobne
- pieprznik szary (Cantharellus cinereus) – ma bardziej widoczny listewkowaty hymenofor i zazwyczaj pusty trzon[6].
- lejkowiec trąbkowy (Craterellus tubaeformis) – ma wyraźne listewki i hymenofor o barwie żółtawej[6].

## Występowanie i siedlisko
Notowany w zachodniej, południowej, środkowej i północnej Europie, poza tym jego występowanie stwierdzono tylko w USA w stanie Missisipi. W Polsce jest dość rzadki.
Grzyb naziemny. Występuje w lasach liściastych, szczególnie w miejscach wilgotnych pod bukami i dębami. Owocniki wyrastają grupami od czerwca do października.

## Znaczenie
Grzyb mykoryzowy, grzyb jadalny.